# Sensación térmica
Se llama sensación térmica a la reacción del cuerpo humano ante el conjunto de condiciones que determinan el ambiente habitado desde el punto de vista térmico. Es costumbre decir que hace calor o frío, en función de lo que dice un termómetro corriente, pero no solo la temperatura que da el termómetro determina la sensación que siente el cuerpo humano, sino que, a una misma temperatura del termómetro, hay otros parámetros que influyen, pudiendo mejorar o empeorar la sensación.

## Parámetros para evaluar la sensación
Se han hecho estudios para reflejar esas sensaciones en forma de índices que tienen en cuenta dos o más de los parámetros que inciden en la sensación. 
Estos parámetros pueden ser, bien del ambiente en el que está el cuerpo humano considerado, y son: 
- Temperatura seca
- Temperatura radiante media (o temperatura de bulbo negro).
- Humedad relativa del aire, que puede calcularse a partir de la temperatura húmeda.
- Velocidad del viento.

Bien de las condiciones que afectan a la persona:
- Índice metabólico, el calor producido por el cuerpo.
- Índice de indumento, el mayor o menor aislamiento que produce la indumentaria que se lleva puesta, indumentaria que es el conjunto de ropa, calzado y tocado.

## Mecanismos de intercambio
El cuerpo humano utiliza energía que obtiene de los alimentos. La emplea en el crecimiento, en el movimiento y en el propio funcionamiento. Como residuo, produce calor, que en primer lugar emplea en mantener el cuerpo a temperatura adecuada para el funcionamiento y luego disipa en el ambiente. La cantidad de calor producida se evalúa por el Índice metabólico.
Si se disipa más calor del que se produce, se tiene sensación de frío; si se disipa menos, se tendrá sensación de calor. La sensación de comodidad se obtiene cuando el calor disipado es aproximadamente igual al calor producido. Todo mecanismo que altere las pérdidas de calor del cuerpo, influirá en la sensación térmica.
El cuerpo desnudo tiene posibilidades de regular la emisión del calor para temperaturas ambientales comprendidas (aproximadamente) entre 15 y 30 °C. Por encima y por debajo tiene que hacer algo.[cita requerida]
En este sentido, la sensación térmica viene condicionada por las condiciones del ambiente que facilitan o impiden la adecuada disipación del calor sobrante.

### Intercambio de calor cuerpo-ambiente
El cuerpo humano intercambia calor con el ambiente de cuatro modos:
- Conducción: cuando la piel desnuda, o con ropa de poco abrigo, entra en contacto con un objeto a distinta temperatura que la piel, intercambia calor con el objeto por conducción; es el medio de intercambio menos significativo, porque se suele ir vestido y calzado.
- Convección: el aire en contacto con la piel se calienta y aumenta de volumen, por lo tanto pierde densidad, asciende y es sustituido por aire más fresco. Si el aire está más caliente que la piel, el proceso será el inverso. Se produce en las partes de la piel desnudas o cubiertas con ropa muy holgada.
- Radiación: todo cuerpo intercambia calor por radiación con otro que esté a distinta temperatura, sin entrar en contacto con él. Evidentemente en el cuerpo humano este intercambio se hace por las partes desnudas o poco abrigadas.
- Evapotranspiración: la evaporación del agua que hay en la piel, requiere una cantidad de calor de 2450 kilojulios por kilogramo de agua evaporada (540 kcal/kg), calor que obtiene del cuerpo. La magnitud de este intercambio depende de la humedad relativa y de la velocidad del viento.

La suma de las cantidades de calor intercambiadas por cada uno de estos fenómenos es igual al calor perdido por el cuerpo humano y, para la comodidad, ha de ser igual al producido. Hay que tener en cuenta que en los tres primeros procesos, el intercambio de calor depende de la diferencia de temperaturas entre la piel y el ambiente, el salto térmico. A mayor salto térmico, mayor intercambio. Para temperaturas del ambiente inferiores a las del cuerpo, el balance es negativo (el cuerpo pierde calor) que es lo que necesita hacer, pero también el balance puede ser positivo, es decir, si la temperatura ambiental es mayor que la del cuerpo humano, el cuerpo ganará calor, cuando tiene necesidad de perderlo, siempre. El cuarto sistema, la evapotraspiración, siempre supone una pérdida de calor para el cuerpo, de modo que si la temperatura ambiente supera la del cuerpo (temperatura superior a 36,5 °C) el único medio de disipar calor al ambiente es mediante la sudoración.
Hay una serie de correcciones a este esquema. En primer lugar, los procesos se dan principalmente en las partes de la piel desnudas o muy poco protegidas; por otro lado, la temperatura de la piel no es igual a la del interior cuerpo, sino, normalmente, inferior. Además, el cuerpo varía esta temperatura superficial en función de las necesidades; así, en tiempo frío, reduce el riego sanguíneo superficial, bajando la temperatura de la piel, para hacer más pequeño el salto térmico y disminuir las pérdidas. La reducción del riego sanguíneo puede ser importante, hasta el punto de que la piel superficial puede necrosarse (sabañones) por falta de riego y las extremidades pueden llegar a congelarse en casos extremos. Por el contrario, en caso de calores importantes el riego superficial aumenta para aumentar el salto y la disipación de calor, aunque nunca puede subir por encima de la temperatura corporal; en cualquier caso, cuando la temperatura ambiente es superior a la del cuerpo, al aumentar la temperatura superficial se reduce el salto térmico, y disminuye la absorción de calor.

### Modificación de las condiciones
Según las temperaturas del ambiente, se puede actuar:
- En tiempo frío: se puede aumentar la producción de calor aumentando el ejercicio corporal (índice metabólico) o, se puede disminuir la pérdida de calor mediante un adecuado aislamiento térmico, que se consigue con la indumentaria, sumando a la ropa el calzado y el tocado (índice de indumento).
- En tiempo cálido, en el que es más difícil perder el calor, puede disminuirse la producción mediante la inmovilidad o pueden aumentarse las pérdidas prescindiendo de la mayor cantidad posible de ropa (de aislamiento térmico). Contra lo que muchos piensan, no es solución ir casi desnudo por el exterior, puesto que la piel es un excelente absorbedor de la radiación y el sol un emisor muy potente, de modo que hay que protegerse de esa radiación. Es muy adecuado utilizar ropa del color más claro posible (el blanco es el color que menos absorbe la radiación) y que la ropa quede holgada para permitir una mejor convección y consiguiente evaporación del sudor. Los hombres del desierto (tuaregs y semejantes) van tapados completamente para evitar recibir la radiación solar.

Un medio de aumentar las pérdidas en tiempo cálido es provocar un movimiento del aire alrededor del sujeto, bien mediante un abanico, bien con un ventilador o bien utilizando adecuadamente las distintas aberturas de los locales (ventanas, puertas) para producir una corriente de aire. La velocidad del viento facilita la evaporación del sudor (renovando el aire húmedo pegado a la piel, por aire más seco), y aumenta el intercambio de calor por convección, por lo que las pérdidas de calor son mayores al aumentar la velocidad del viento.
En la sensación de calor o de frío hay una serie de parámetros que influyen y entre ellos pueden contarse:
- Del propio cuerpo humano:

En este aspecto hay que considerar que no todas las personas son iguales en cuanto a la sensación de calor o frío; suelen ser menos frioleros los gordos que los delgados, las mujeres que los varones, los jóvenes que los viejos aunque, evidentemente, esto está lleno de excepciones.
De modo más general, en el caso de la producción de calor, se aumenta la cantidad principalmente por el ejercicio que se hace (índice metabólico); por ejemplo, en un día frío, 25 personas corren por un campo de fútbol en camiseta y pantalón corto (y además sudan copiosamente), mientras que en las gradas se apiñan 20 000 espectadores abrigados y pasando frío.
No hay que despreciar la alimentación: en épocas frías se come más cantidad y se prefiere comida caliente (pucheros, guisos), mientras que en épocas cálidas se come menos y más platos fríos (ensaladas, gazpacho de tomate, por ejemplo), que absorben calor del cuerpo para llegar a su temperatura, así como más cantidad de verduras (tienen menor cantidad de "energía" alimenticia).
- Ambientales:

La sensación térmica puede ser de mayor temperatura cuando al calor se le añade una alta humedad relativa ya que, en este caso, la evaporación del sudor es el principal medio para disipar el calor corporal y, la humedad ambiental alta dificulta esta evaporación, por lo que se tiene sensación de más calor.
En los locales, la radiación de unas paredes a mayor temperatura que el ambiente puede hacer que, teniendo una temperatura del aire relativamente baja, se tenga la sensación de que hace más calor. Por el contrario, unas paredes frías darán sensación de más frío, aun cuando el aire del local tenga una temperatura seca adecuada.
- Aclimatación:

Una cuestión importante es la producida por cambios de temperatura bruscos. En este aspecto hay dos situaciones a considerar: el cambio de clima tras un viaje o el cambio de clima tras entrar en un local climatizado desde el exterior con una situación extrema de frío o calor.
Viaje: se empezó a estudiar esta aclimatación cuando, en la Segunda Guerra Mundial, las tropas inglesas se transportaban en avión al Pacífico desde Inglaterra; se comprobó un rendimiento muy bajo en los efectivos que entraban en combate casi inmediatamente a su llegada, y se dieron cuenta de que requerían una aclimatación al calor de los trópicos antes de hacerlo, para poder soportar temperaturas a las que no estaban acostumbrados. Anteriormente, con viajes en barco de muchos días, la aclimatación se producía de modo natural, poco a poco.
Local: cuando se entra en un local calefactado desde un exterior frío existe la posibilidad de variar de indumentaria quitándose ropa de abrigo, lo que reduce la sensación de calor. Sin embargo, cuando se da el extremo contrario, pasar de un exterior muy cálido a un local refrigerado, no suele llevarse ropa de abrigo y se puede producir un golpe de frío con resultado de catarro u otras enfermedades relacionadas. Por ello se aconseja que las temperaturas de la refrigeración sean lo más altas posible para evitarlo; unos 25 o 26 °C es una temperatura bastante adecuada (y además muy conveniente por el ahorro energético).

## Índices de comodidad térmica
Para definir la sensación térmica, teniendo en cuenta los parámetros anteriores, se utiliza una serie de índices, la mayoría de los cuales toma el nombre de temperatura, y se tiene como unidad el grado Celsius, para asimilarla a un parámetro que todos conocen, un valor que normalmente se asocia con la sensación térmica. 
Para explicarlo: el índice reflejaría que la sensación de un sujeto en el ambiente estudiado sería la misma que tendría en un espacio cerrado, en el que el aire y los paramentos (muros, suelo y techo) estuvieran a una temperatura igual al índice, con el aire en reposo y la humedad relativa igual al 100%. De esta definición de índice, se deduce que en un ambiente como el descrito, el intercambio por convección, conducción y radiación se hace a la temperatura del índice, mientras que el aire en reposo y la humedad relativa del 100% impiden completamente el intercambio por evapotranspiración o sudoración.
Cuando estos índices tienen un valor entre 18 y 27, se puede hablar de comodidad térmica para una persona en reposo y con una indumentaria normal (índice de indumento entre 0,7...1 clo). Ni que decir tiene que se considera que estos valores servirían para un porcentaje importante de los posibles usuarios, pero que siempre hay algunos cuyos requisitos para el ambiente están fuera de esta gama. Estos índices se emplean normalmente para espacios cerrados, aunque también se pueden usar para describir un ambiente al aire libre.
- Temperatura Equivalente o Temperatura operativa: tiene en cuenta la temperatura seca y la temperatura radiante media.
- Temperatura Resultante: además de la temperatura seca y la temperatura radiante tiene en cuenta la velocidad del viento.
- Temperatura Efectiva o Temperatura Efectiva Nueva tiene en cuenta la temperatura seca, la humedad relativa del aire (o la temperatura húmeda) y la velocidad del viento.

Por la definición dada más arriba, los índices se expresan en celsius, aunque en sus fórmulas figuren unidades distintas. Es un modo de expresión que todo el mundo puede entender, comparando con la temperatura seca.

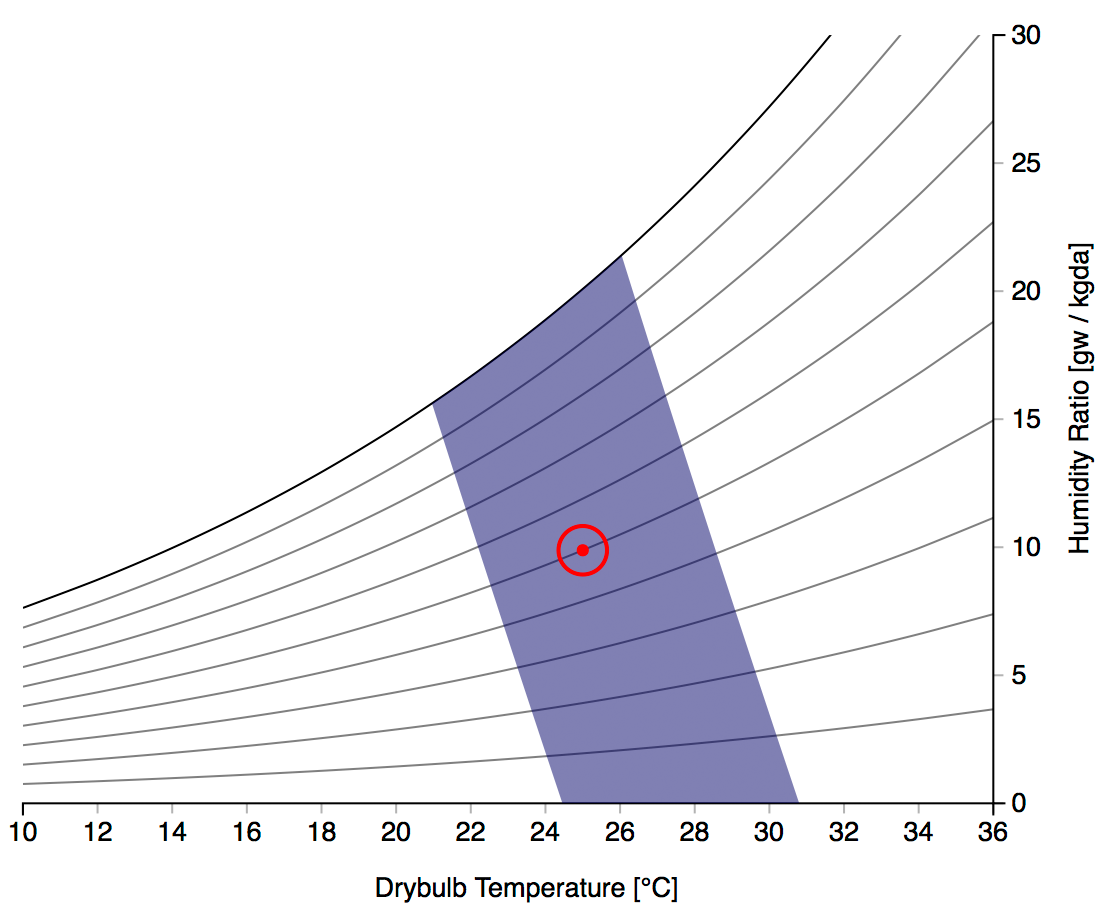
Representación de PMV sobre un diagrama psicrométrico

Hay un índice que no se expresa en grados, la opinión media estimada u opinión media predecible, que tiene en cuenta que no todas las personas reaccionan del mismo modo ante unas determinadas características del ambiente térmico; siempre ha habido personas más frioleras y otras menos frioleras, de modo que para tener en cuenta esta cuestión, se define:
- Opinión media estimada.— Llamado, en la normativa española, Voto Medio Estimado, traducido casi literalmente del inglés Predicted Mean Vote y se conoce por las siglas PMV (de la expresión inglesa),[1] y que una traducción más aproximada sería Sensación votada predecible. Se debe a Povl Ole Fanger[2] el establecimiento de este índice, que refleja la opinión media estadística de un grupo numeroso de personas respecto de la sensación térmica percibida en un ambiente dado, definido por un conjunto de seis parámetros. El índice cubre una gama de siete valores, entre -3 (frío) hasta +3 (calor).

Efectivamente, es casi imposible que una combinación dada de valores de los parámetros sea capaz de satisfacer a todo el mundo desde el punto de vista térmico. Para este índice se considera que se aproxima más la opinión cuando el valor se aproxima a cero, pero se consideran valores adecuados los comprendidos entre -0,5<PMV<+0,5.

## Índices parciales
Hay otros índices parciales para casos extremos de calor o de frío, generalmente al aire libre, especialmente en el segundo caso:
- Temperatura de bochorno, en Canadá se usa el término índice humidex, y los estadounidenses lo llaman índice de calor (en inglés heat index[5]) que tiene en cuenta la interacción de temperaturas secas elevadas y la humedad relativa. Es un índice incompleto, puesto que no contempla la velocidad del viento, cuestión que puede paliar el bochorno de forma importante.
- Temperatura de sensación, (en inglés wind chill, que se traduciría por enfriamiento por el viento[6]) temperatura sentida o, más apropiadamente, índice de temperatura percibida: tiene en cuenta la interacción de temperaturas bajas o muy bajas con la velocidad del viento. Como el anterior, es parcial, puesto que no contempla el influjo de la radiación, que al aire libre puede ser notable en un día soleado.